# Moštenica
Moštenica é um município da Eslováquia localizado no distrito de Banská Bystrica, região de Banská Bystrica.

## Demografia
| Ano:        | 1994 | 2004    | 2014    | 2024    |
| ----------- | ---- | ------- | ------- | ------- |
| Broj ljudi: | 160  | 189     | 215     | 241     |
| Razlika:    |      | +18,12% | +13,75% | +12,09% |

| Ano:               | 2023 | 2024   |
| ------------------ | ---- | ------ |
| Número de pessoas: | 232  | 241    |
| Diferença:         |      | +3,87% |